# 미지의 집착
《미지의 집착》(영어: Significant Other)은 2022년 공개된 미국의 SF 공포 영화이다. 2022년 10월 7일 파라마운트+에서 스트리밍 서비스가 시작되었다.

## 줄거리
교제 6년 차인 연인 루스와 해리는 서로 사랑하지만, 부모의 이혼을 힘겹게 겪었으며 그로 인해 자주 공황 발작을 일으키는 루스는 결혼을 두려워한다. 두 사람은 촉수를 쓰는 외계인들이 막 지구 침공을 시작하려는 때에 태평양 북서부 숲으로 캠핑을 왔다가 한 외계인 정찰병과 조우한다.

## 출연진
- 마이카 먼로 - 루스 역
- 제이크 레이시 - 해리 역
- 매슈 양 킹 - 레이 역
- 틸 셔러 - 덜로리스 역
- 앤드루 모가도 - 라디오 방송 진행자 역 (목소리)